# Aughertree
Aughertree – wieś w Anglii, w Kumbrii. Leży 23 km na południowy zachód od miasta Carlisle i 411 km na północny zachód od Londynu.